# Пиер Едмон Боасие
Пиер Едмон Боасие (на френски: Pierre Edmond Boissier) е швейцарски ботаник систематик, изследовател и флорист.

## Биография
Роден е на 25 май 1810 г. в Женева, Швейцария. Занимава се с изучаване на флората на Средиземноморието, Предна Азия и Балканския полуостров. От 1867 до 1884 г. издава в 5 тома съчинението „Флора ориенталис“. В него са включени данни и писания за разпространението на 12 000 растителни вида. То е широко използвано при изработването на „Флора на Република България“.
Умира на 25 септември 1885 г. в Швейцария на 75-годишна възраст.

## Публикации
- Boissier, Pierre Edmond. Flora Orientalis: sive, Enumeratio plantarum in Oriente a Graecia et Aegypto ad Indiae fines hucusque observatarum. 5 vols.  Geneva, H. Georg, 1867 – 1884.
- Voyage Botanique dans le Midi de l’Espagne pendant l’annéee 1837, 1839 – 1845
- Elenchus plantarum novarum ... in itinere hispanico legit, 1838
- Diagnoses plantarum novarum hispanicum, 1842
- Pugillus plantarum novarum Africae borealis Hispaniaeque australis, 1852
- Diagnoses plantarum orientalium novarum, 1842 – 1859
- Aufzählung der auf einer Reise durch Transkaukasien und Persien gesammelten Pflanzen, 1860
- Icones Euphorbiarum, 1866